# Andrei Șaguna
Andrei Șaguna (n. 20 decembrie 1808/1 ianuarie 1809, Miskolc, Imperiul Austriac – d. 28 iunie 1873, Sibiu, Austro-Ungaria) a fost un mitropolit ortodox al Transilvaniei, promotor al drepturilor românilor ortodocși din Marele Principat al Transilvaniei, fondator al Gimnaziului Românesc din Brașov (1851), membru de onoare al Academiei Române.

## Biografie
Andrei Șaguna s-a născut la 20 decembrie 1808 la Miskolc în nordul Ungariei, din părinți aromâni originari din Grabovë în Albania. Andrei Șaguna a fost botezat în Biserica ortodoxă din Mișcolț.
Naum Șaguna, tatăl lui Andrei Șaguna, a trecut în 1814 la catolicism. În 1817 Anastasiu (numele de botez a lui Andrei) a început școala la Miskolc. În 1826 a terminat gimnaziul catolic la călugării piariști din Pesta.

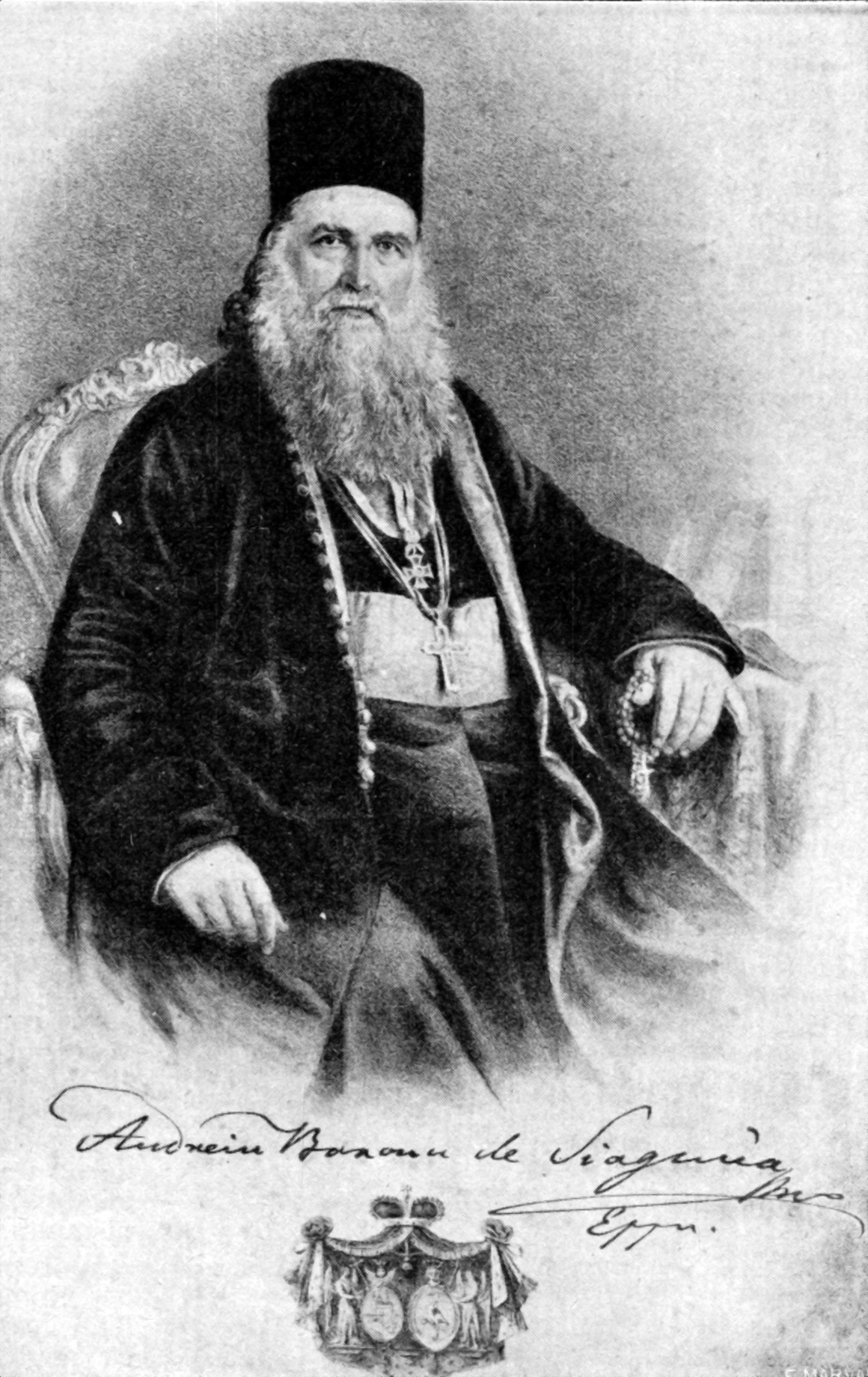

Între 1826-1829 a studiat filozofia și dreptul la Univesitatea din Pesta. În 1829 pleacă la Vârșeț, unde urmează teologia. La 24 octombrie 1833 s-a călugărit la Mănăstirea Novo Hopovo⁠(en)[traduceți], unde a primit numele de Andrei. În ziua de 2 februarie 1834 a fost hirotonit diacon în biserica catedrală din Carloviț. În anul 1835 a devenit secretar al mitropolitului Ștefan Stratimirovici, care l-a ridicat în anul 1842 la treapta de arhimandrit. Între 1842-1845 a activat la Novo Hopo, iar din 1845 la Mănăstirea Kovilij⁠(en)[traduceți], lângă Novi Sad.
La 15/27 iunie 1846 a fost numit vicar general la Sibiu. Un aspect controversat al biografiei sale a fost predarea Ecaterinei Varga, luptătoare maghiară pentru drepturile românilor transilvăneni, autorităților imperiale absolutiste în ianuarie 1847.
Pe 2 decembrie 1847 în Biserica Între Români din Turda a fost ales episcop al Bisericii Ortodoxe. A fost hirotonit episcop pe 18 aprilie 1848, de Duminica Tomei, la Carloviț de mitropolitul sârb Iosif Raiacici. Atunci a spus: "Se cere de la mine ca, prin ocârmuirea mea, să se pună în lucrare reînvierea diecezei noastre transilvane, și reînvierea aceasta să corespundă trebuinței Bisericii, mântuirii poporului și spiritului timpului."
La 3/15 mai 1848 prezidează, împreună cu episcopul greco-catolic Ioan Lemeni, Adunarea de la Blaj. În fruntea unei delegații, duce petiția de la Blaj la Viena, împăratului Franz Joseph. În 16/28 decembrie 1848 a organizat o adunare la Sibiu de unde trimite o nouă petiție împăratului austriac. Ideea unității românilor este conținută în „Memoriul” națiunii române din Marele Principat al Transilvaniei, din Banat, din părțile vecine ale Ungariei și din Bucovina, prezentat tot împăratului. La 12 martie 1850 a organizat la Sibiu un congres bisericesc la care a participat și Avram Iancu.
Angajamentul lui Șaguna luat la Carloviț începe să prindă viață. La 27 august 1850 s-a deschis la Sibiu o tipografie eparhială întemeiată pe banii lui Șaguna. Aici se tipăresc abecedare, cărți și istorioare biblice. La 1 ianuarie 1853 întemeiază Telegraful Român, singurul ziar românesc cu apariție neîntreruptă până astăzi. Începând cu anul 1855 Șaguna reorganizează învățământul teologic din Sibiu sub forma unui institut de teologie și pedagogie și care, astăzi, îi poartă numele de Seminarul Andreian. Începând cu anul 1854, a organizat peste 800 de școli primare confesionale. Tot sub îndrumarea sa au fost întemeiate gimnaziile ortodoxe din Brașov și Brad. Gimnaziul de la Brașov, inaugurat în 1850, este una dintre cele mai vechi școli superioare românești, astăzi purtând numele mitropolitului: Colegiul Național „Andrei Șaguna”. 
În 1861 mitropoliții Andrei Șaguna (ortodox) și Alexandru Sterca-Șuluțiu (greco-catolic), la Conferința națională de la Sibiu, au declarat națiunea română liberă și i-au afurisit pe cei care vor mai îndrăzni să strice legătura dintre frații de același sânge.
Andrei Șaguna dăruiește în 1870 suma de 2.000 de florini școlii din Brad. Din îndemnul său vor fi tipărite 25 de titluri de manuale școlare.
Andrei Șaguna sprijină ideea lui Ioan Pușcariu de a înființa Astra și este ales primul președinte al Asociațiunii Astra.
„Șaguna a fost un dangăt de clopot care a trezit din amorțire conștiințe și destine, a redat speranțe și vigoare, a pus plugul în brazdă și a dezțelenit ceea ce amenința să devină pârloagă”. Așa a procedat și în Țara Moților unde neștiința de carte, în rândul românilor ortodocși, era foarte mare, și se datora sărăciei și mai ales lipsei de organizare. Situația școlilor românești ortodoxe era jalnică. Lipseau localurile de școli, învățătorii, manualele școlare, și mai ales o instituție care să dea învățătorilor cunoștințele necesare. Comunicările (rapoartele) primite de la protopopiate oglindesc pe deplin cele afirmate.
Un colegiu din Oradea poartă numele lui Andrei Șaguna.
Prin Andrei Șaguna, Mitropolia ortodoxă a Transilvaniei a fost prima din spațiul ortodox în care laicii aveau un rol majoritar în conducerea sinodală a Bisericii, și prima care-și manifesta autonomia față de Stat.
Ultimii trei ani din viață au fost marcați de boală și de retragerea în viața monahală. Când se pregătea aniversarea a 25 de ani de la hirotonirea ca episcop, a refuzat să participe (așa cum va respinge bustul cadou făcut de preoții brașoveni, împotrivindu-se astfel cultului personalității), retrăgându-se la Rășinari, unde va și muri pe 28 iunie 1873. Este înmormântat doar în haina călugărească, în cripta sa de la Rășinari, fără predică și fast, oficiant fiind doar duhovnicul său. A fost succedat în funcția de Mitropolit de colaboratorul său, Procopie Ivașcovici.

## Scrieri

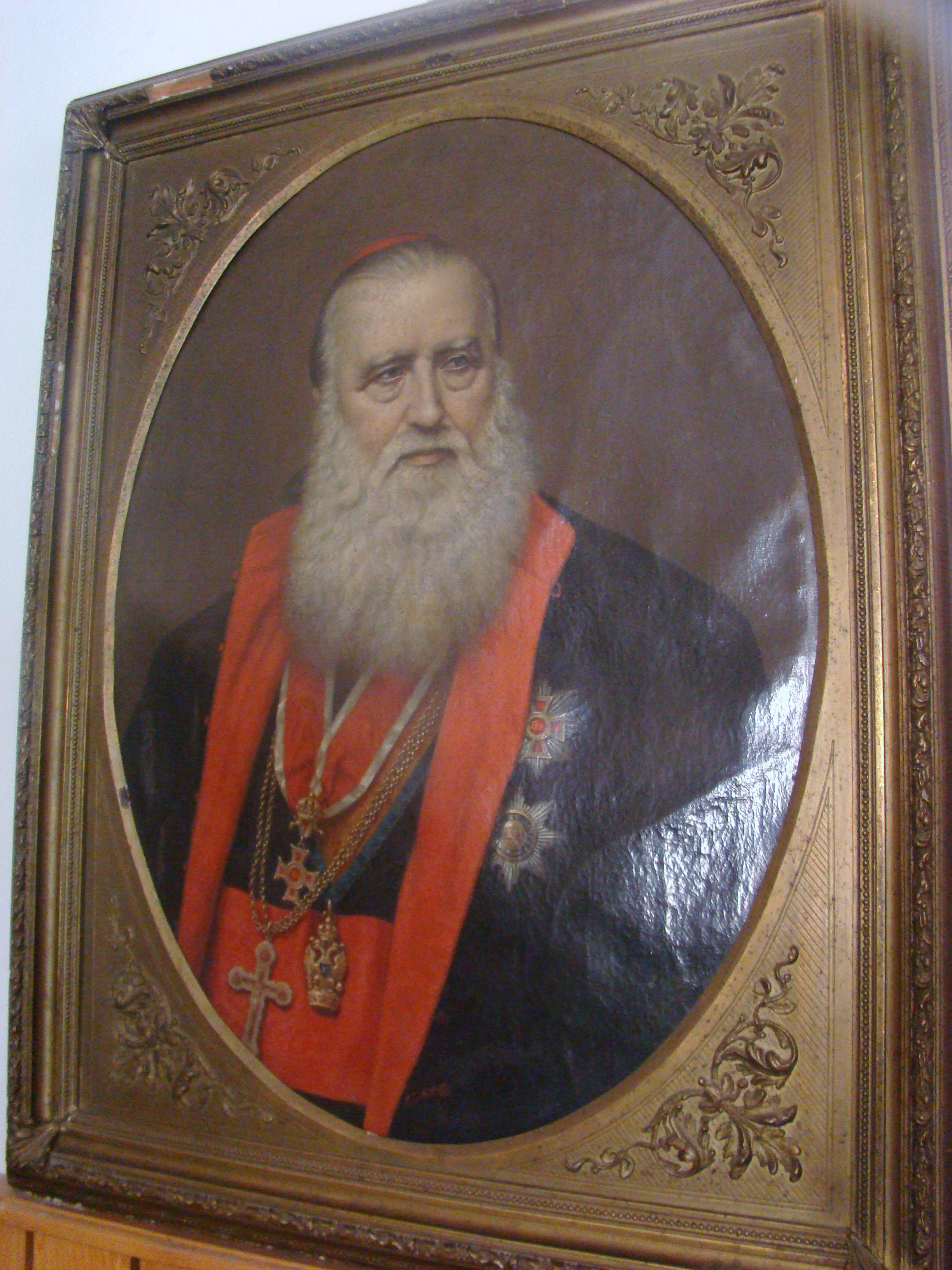
Mitropolitul Andrei Șaguna

- Anrede des… an die Geistlichkeit und National-Versammlung am 28. Dezember 1848 zu Hermannstadt. Olmütz.
- Promemorie despre dreptul istoric din 1849 al autonomiei bisericesci naționale a românilor de legea răsăriteană în c. r. provincii ale Monarchiei austriace. Olmütz, 1849.
- Elementele dreptului canonic al Bisericii dreptcredincioase răsăritene spre întrebuințarea preoțimei , a clerului tiner și a creștinilor întocmite prin… Olmütz, 1854.
- Cunoștinție folositoare despre trebile căsătoriilor, spre folosul Preoțimei și al Scaunelor protopopesci. Olmütz, 1854.
- Teologia dogmatică, scoasă din manuscrisul preacuviosului părinte archimandrit Ioan. Raics, și prescurt întocmita spre întrebuințiare în școalele clericale de legea greco-resăriteana. Olmütz, 1854.
- Manual de teologie morală creștinească pentru întrebuințiarea preoțimei și a clericilor greco-resăriteni revezut si retiparit sub priveghierea si cu binecuventarea esc. sale doma. Olmütz, 1855.
- Contra lui Hiliad biblicist din 1858. Olmütz, 1858.
- Memorial prin care se lamureste cererea romanilor de religiunea resariteanea în Austria pentru restaurarea mitropolieilor din punct de devere a ss. canoane. Asterunt c. r. ministeriu pentru cult si instructiune 1851. Olmütz, 1860.
- Istoria bisericei ortedocse resaritene universale, dela intemeierea ei pana in zilele noastre, compusa si aeum autaia oara data la lumina numai ea manuscript. Olmütz, 1860. Két kötet.
- Compendiu de dreptulu canonicu alu unei santei sobornicesci si apostolesci biserici. Olmütz, 1868.

## Imagini

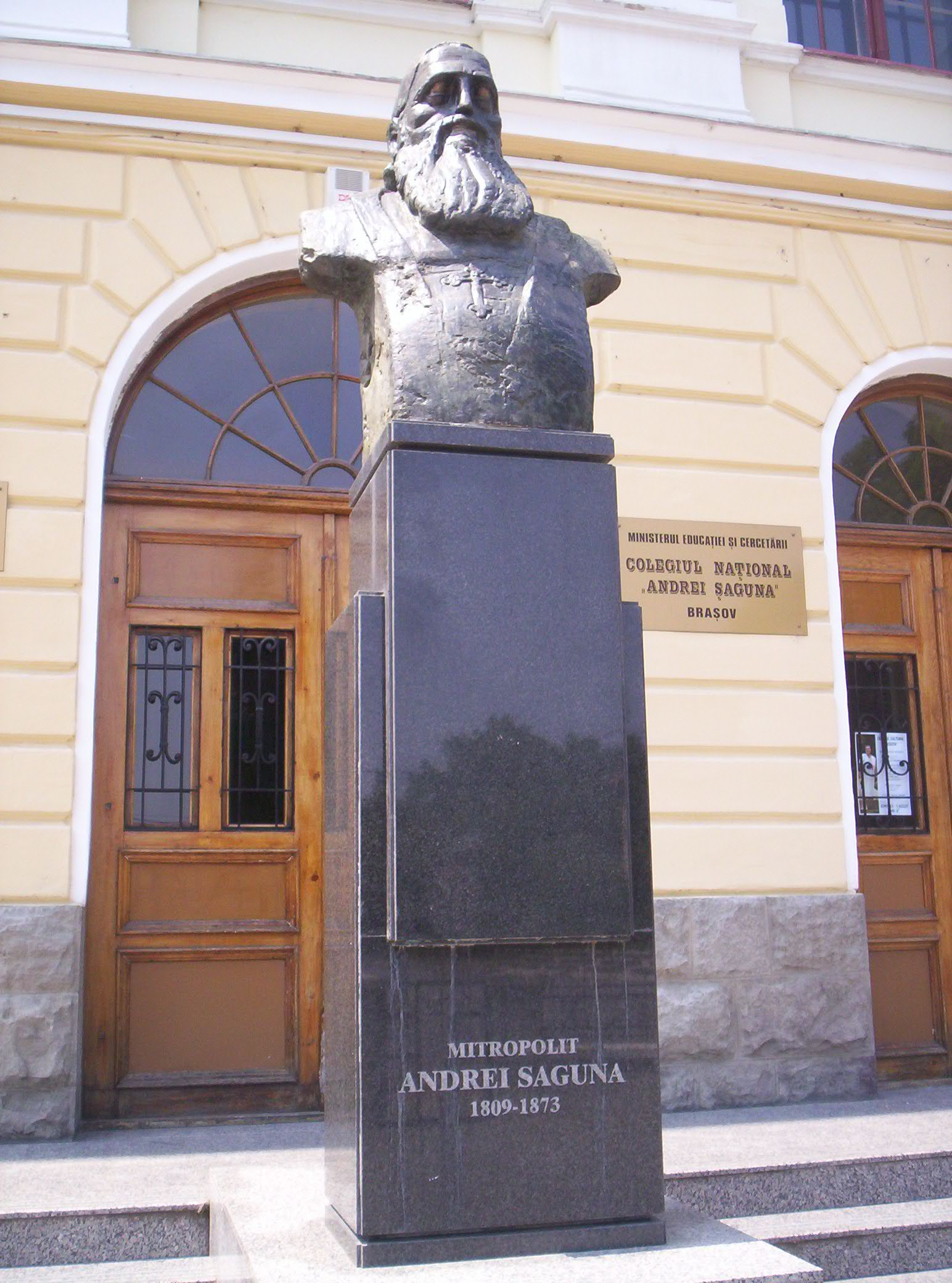
Statuia din fața Colegiului Național „Andrei Șaguna” din Brașov
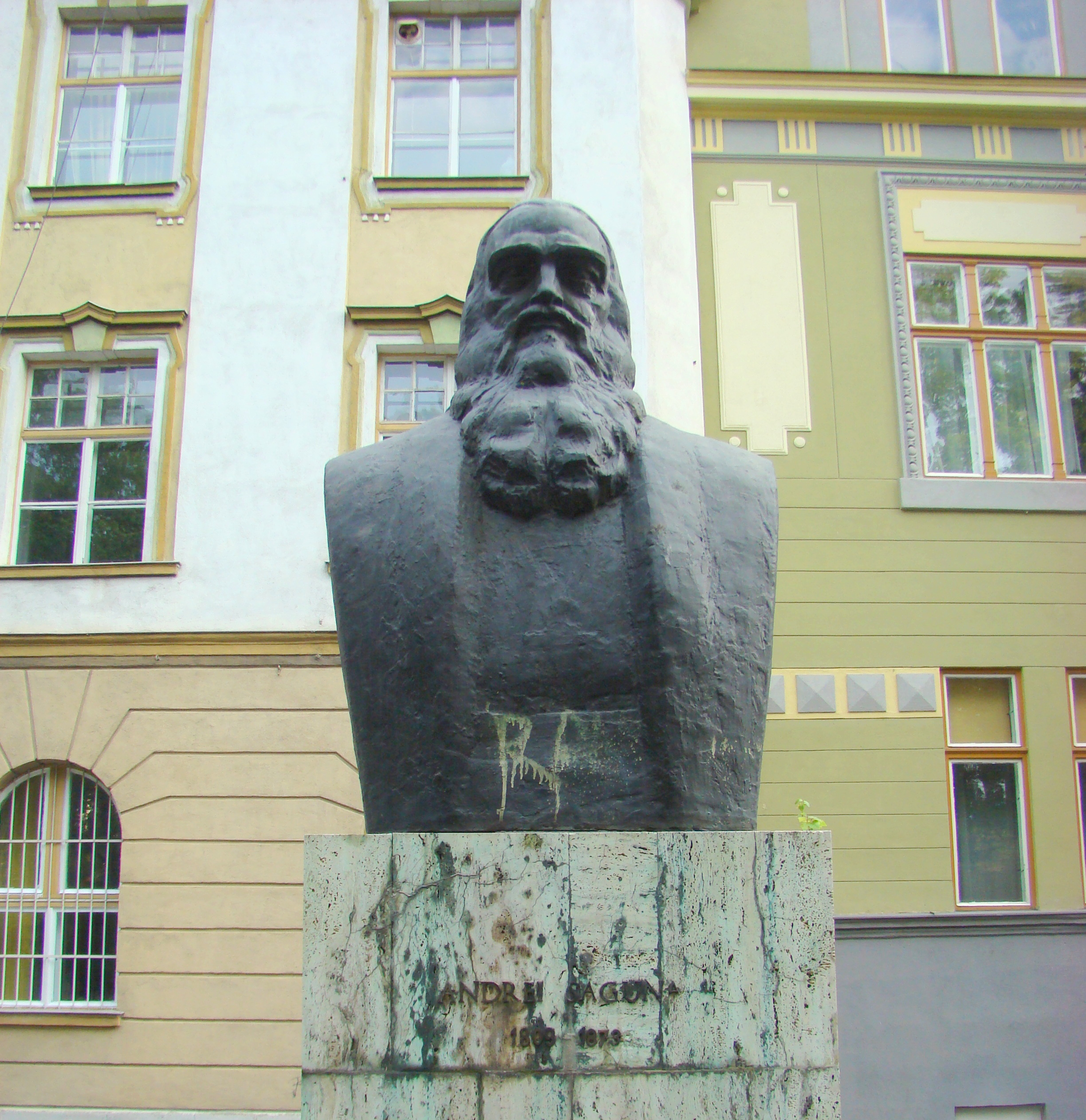
Bustul lui Andrei Șaguna din Parcul Astra, 1973, realizat de Gyenge Imre.
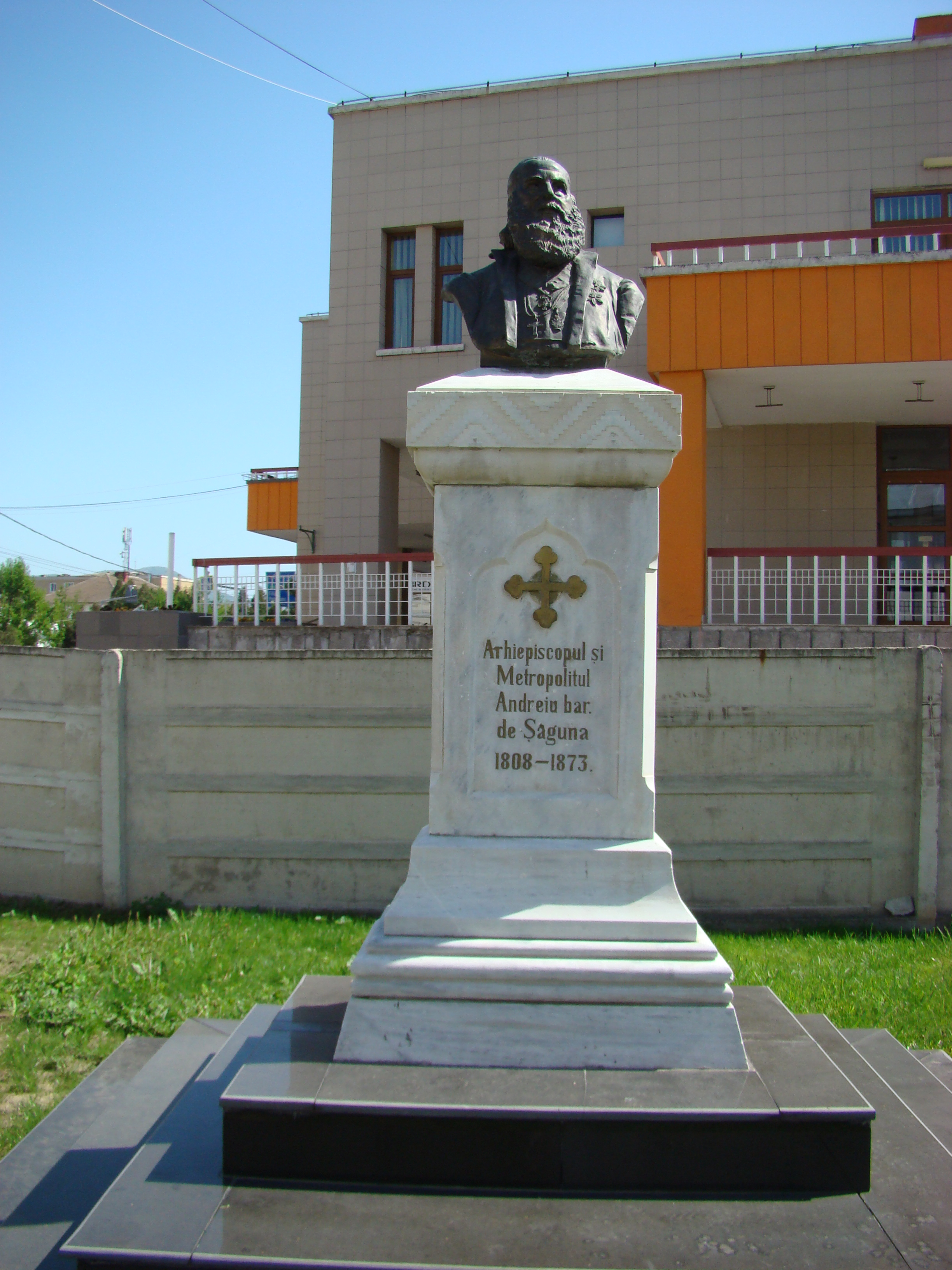
Bustul lui Andrei Șaguna din Hațeg
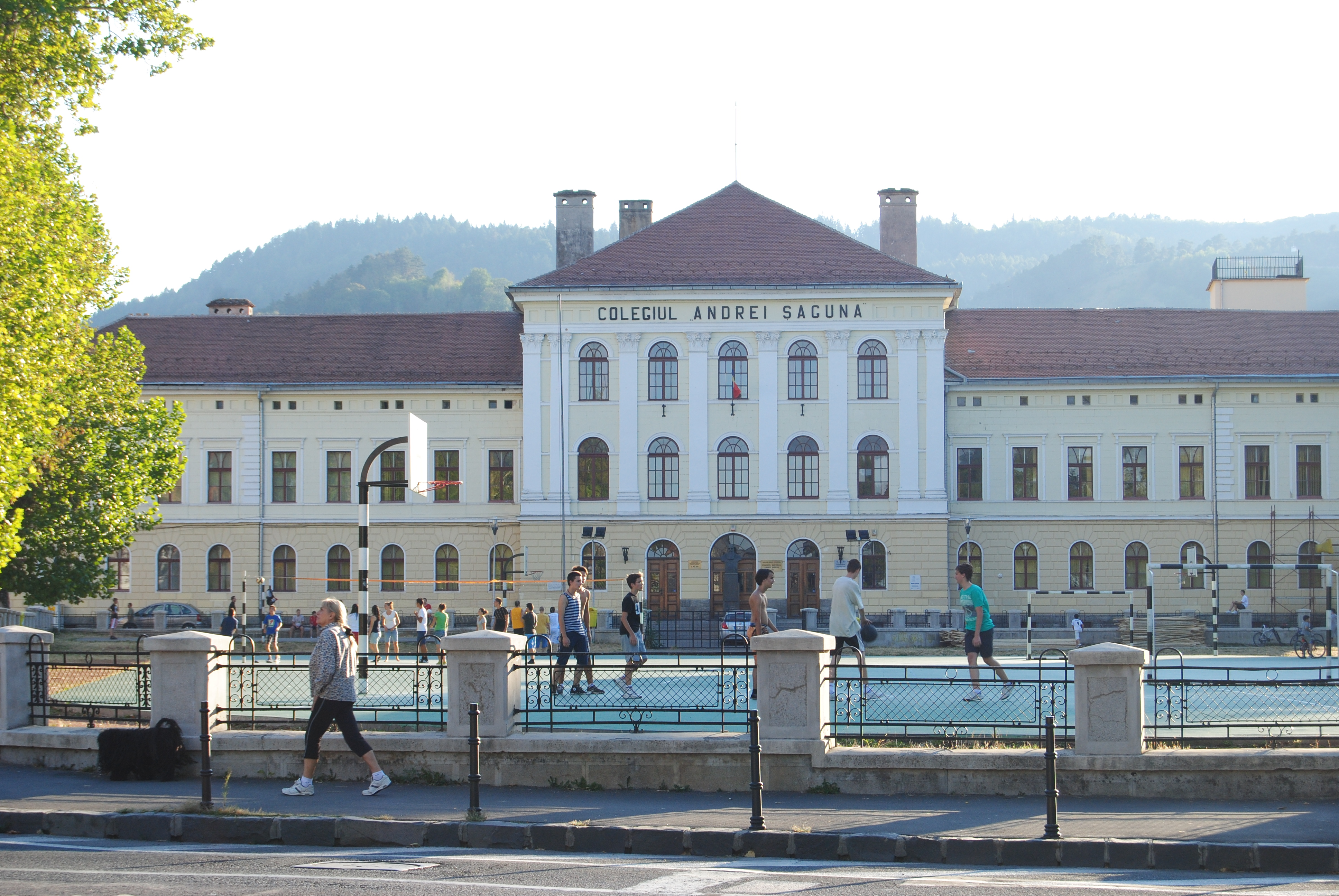
Colegiul Național „Andrei Șaguna” din Brașov
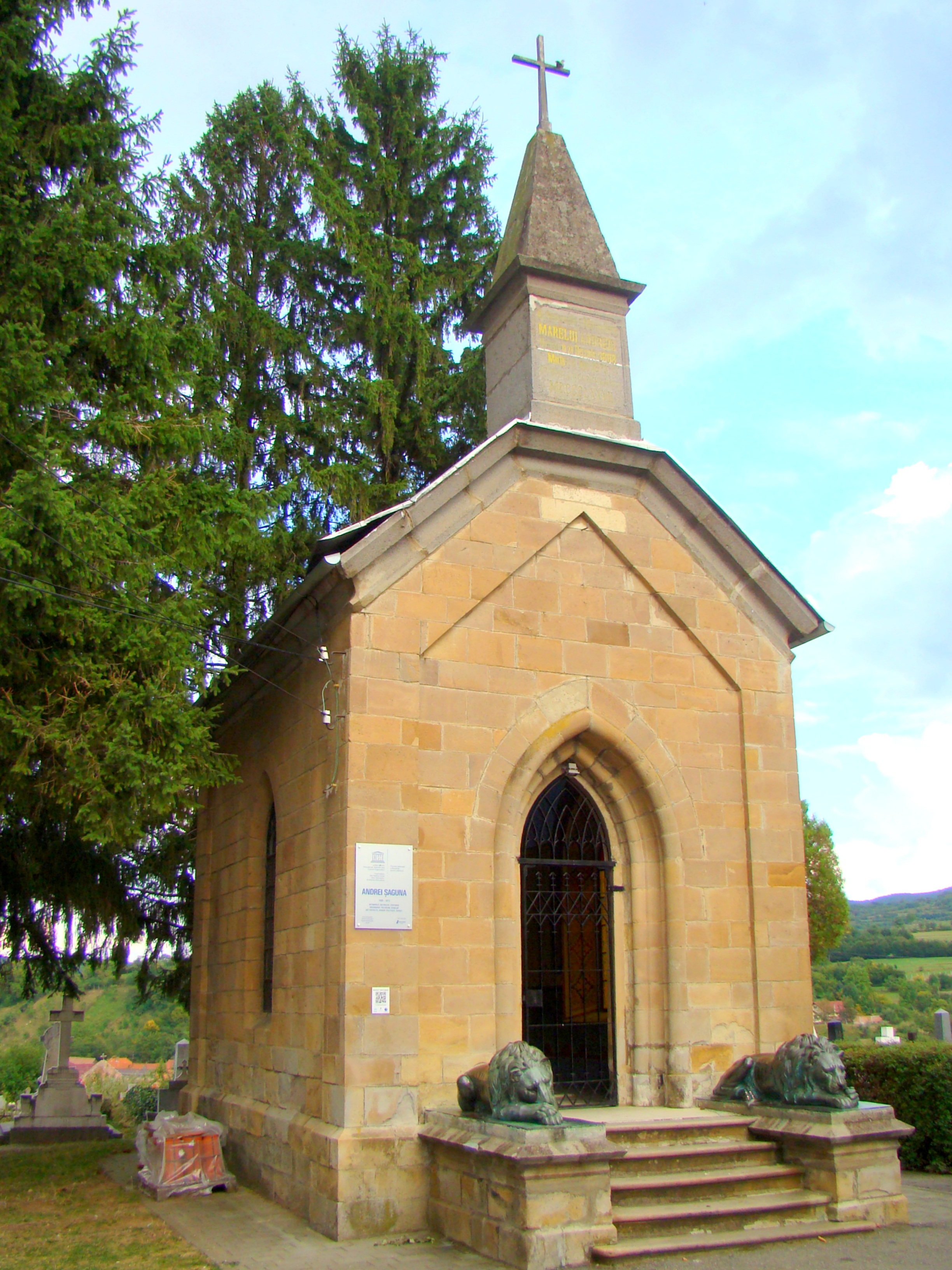
Mausoleul mitropolitului Andrei Șaguna
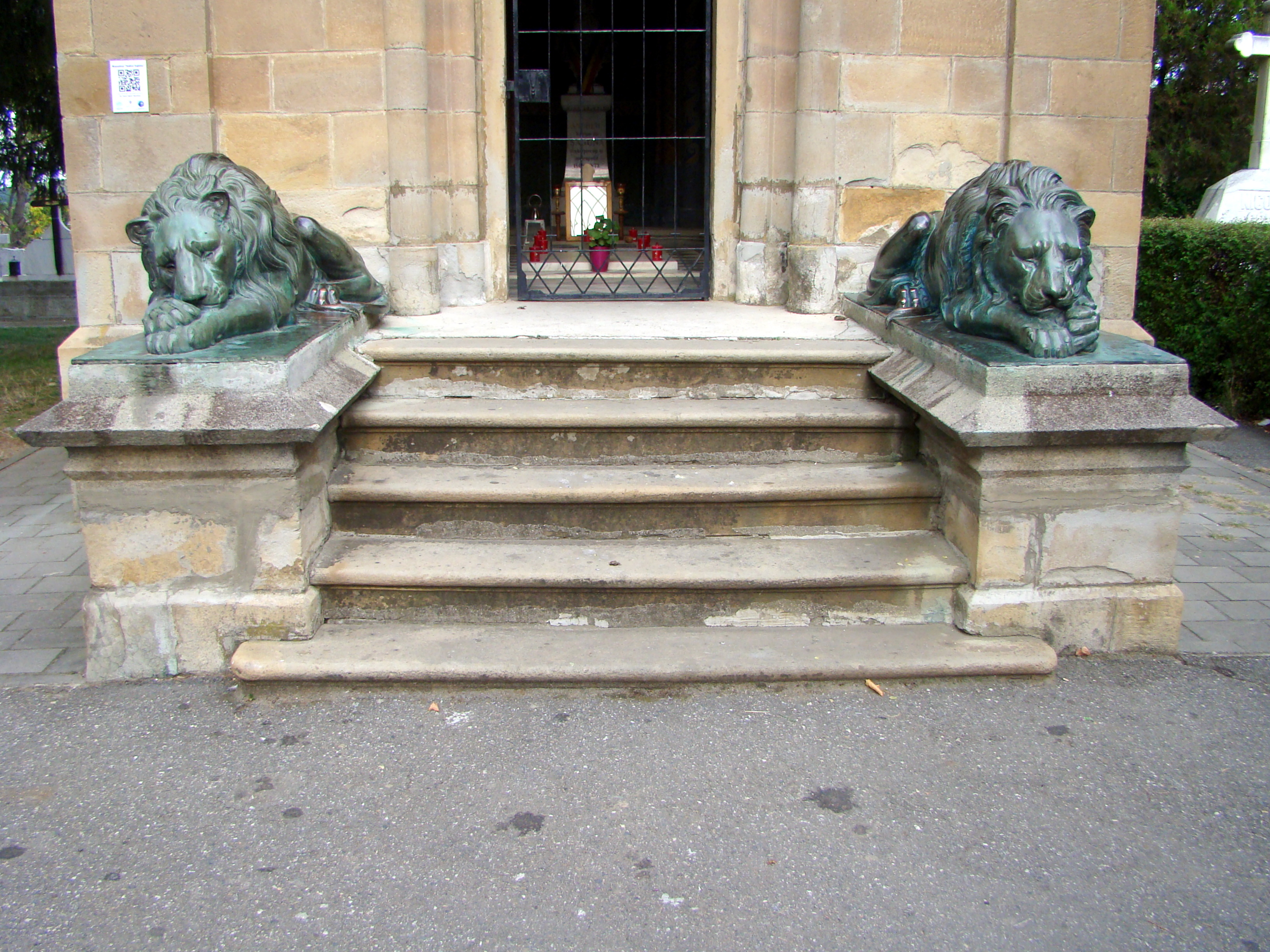
Mausoleul mitropolitului Andrei Șaguna
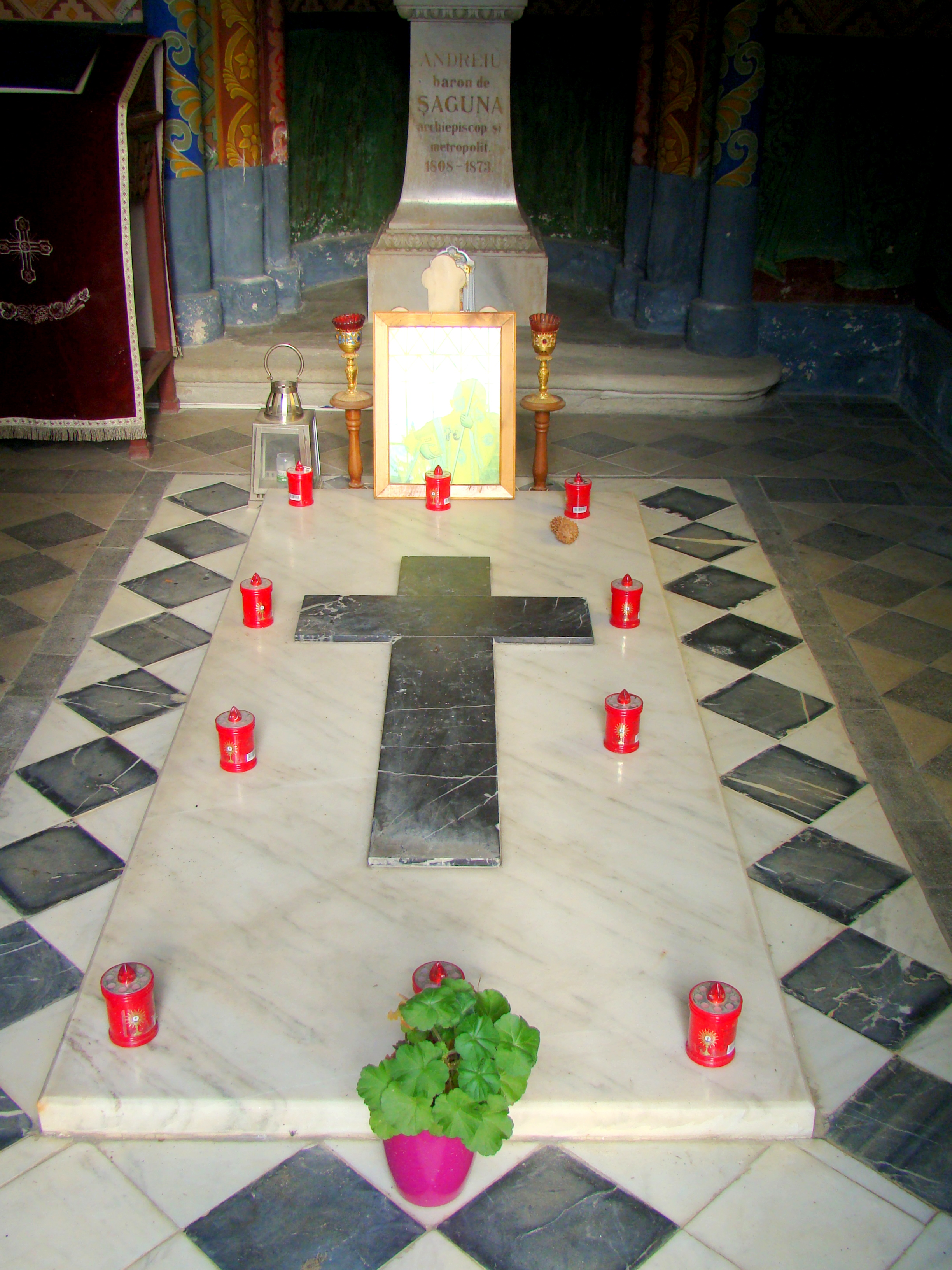
Mausoleul mitropolitului Andrei Șaguna